# Bíňovce
Bíňovce – wieś (obec) na Słowacji położona w kraju trnawskim, w powiecie Trnawa.
Pierwsze wzmianki o miejscowości pochodzą z roku 1330.
We wsi znajduje się kościół im. Archanioła Michała z roku 1788.